# Carson (Dakota del Nord)
Carson è un centro abitato (city) degli Stati Uniti d'America, capoluogo della Contea di Grant, nello Stato del Dakota del Nord. Nel censimento del 2000 la popolazione era di 319 abitanti. La città è stata fondata nel 1910.

## Geografia fisica
Secondo i rilevamenti dell'United States Census Bureau, la località di Carson si estende su una superficie di 10,40 km², tutti occupati da terre.

## Popolazione
Secondo il censimento del 2000, a Carson vivevano 319 persone, ed erano presenti 83 gruppi familiari. La densità di popolazione era di 30,6 ab./km². Nel territorio comunale si trovavano 201 unità edificate. Per quanto riguarda la composizione etnica degli abitanti, il 96,87% era bianco, l'1,25% apparteneva ad altre razze, mentre l'1,89% apparteneva a due o più razze. La popolazione di ogni razza ispanica corrispondeva all'1,25% degli abitanti.
Per quanto riguarda la suddivisione della popolazione in fasce d'età, il 23,5% era al di sotto dei 18, il 5,6% fra i 18 e i 24, il 22,6% fra i 25 e i 44, il 16,9% fra i 45 e i 64, mentre infine il 31,3% era al di sopra dei 65 anni di età. L'età media della popolazione era di 43 anni. Per ogni 100 donne residenti vivevano 85,5 maschi.